# كايد جوردون
كايد جوردون (ولد في 5 أكتوبر 2004) هو لاعب كرة قدم إنجليزي محترف يلعب كجناح أو لاعب خط وسط مهاجم لنادي ليفربول في الدوري الانجليزي.

## النشأة
ولد جوردون في ديربي، ديربيشاير.

## سيرته في النادي
انضم جوردون إلى نادي ديربي كاونتي في عام 2013 في مستوى اقل من 9  وشارك لأول مرة في 29 ديسمبر 2020، كبديل وفازوا بنتيجة 4-0 على نادي برمنغهام سيتي.
في 5 فبراير 2021، انضم جوردون إلى ليفربول. تلقت مقاطعة ديربي رسوم تعويض لم تكشف حتى الآن، ورد بانها تقدر بحوالي المليون جنيه إسترليني، وتصل إلى 3 ملايين جنيه إسترليني مع الإضافات. لعب جوردون لأول مرة مع نادي ليفربول في مباراة كأس الاتحاد الأوروبي لكرة القدم على ملعب كارو رود حيث فاز ليفربول على نورويتش سيتي بثلاثية نظيفة في 21 سبتمبر 2021.

## سيرته على المستوى الدولي
بعد أن مثل إنجلترا على مستوى تحت 16 عامًا،  ظهر جوردون لأول مرة في إنجلترا تحت 18 عامًا خلال مباراة انتهت بالتعادل 1-1 مع ويلز في نيوبورت إنترناشونال سبورتس فيليدج في 3 سبتمبر 2021.

## الحياة الشخصية
أخ جوردون الأكبر كيلان جوردون هو لاعب كرة قدم محترف في نادي مانسفيلد تاون. 

## إحصائيات مهنية
آخر تحديث 21 September 2021.
| النادي          | موسم            | الدوري          | الدوري  | الدوري  | كأس الاتحاد الإنجليزي | كأس الاتحاد الإنجليزي | كأس EFL | كأس EFL | آخر     | آخر     | المجموع | المجموع |
| النادي          | موسم            | قسم             | تطبيقات | الأهداف | تطبيقات               | الأهداف               | تطبيقات | الأهداف | تطبيقات | الأهداف | تطبيقات | الأهداف |
| --------------- | --------------- | --------------- | ------- | ------- | --------------------- | --------------------- | ------- | ------- | ------- | ------- | ------- | ------- |
| مقاطعة ديربي    | 2020–21         | بطولة           | 1       | 0       | 0                     | 0                     | 0       | 0       | -       | -       | 1       | 0       |
| ليفربول         | 2021–22         | الدوري الممتاز  | 0       | 0       | 0                     | 0                     | 1       | 0       | -       | -       | 1       | 0       |
| المجموع الوظيفي | المجموع الوظيفي | المجموع الوظيفي | 1       | 0       | 0                     | 0                     | 1       | 0       | 0       | 0       | 2       | 0       |

## روابط خارجية
- الملف الشخصي على موقع نادي ليفربول